# Pfizer
Pfizer est une entreprise pharmaceutique américaine fondée en 1849.
Présent dans plus de 150 pays, le groupe Pfizer était en 2013 le leader mondial de son secteur  avec un chiffre d'affaires de 63,63 milliards de dollars US en 2024, une capitalisation boursière de 181 milliards de dollars US en septembre 2012 (111 en 2009) et des effectifs de 81 800 employés dans le monde, dont 3 000 en France.
Pfizer est aussi connu pour ses fusions avec des sociétés concurrentes : Warner-Lambert en 2000, Pharmacia en 2003 et Wyeth en 2009.

## Histoire

### Création (1849) et débuts
Pfizer naît en 1849 à New York de l'association du chimiste Charles Pfizer, américain d'origine allemande, avec son cousin Charles Erhart, confiseur.
Leur première invention à être produite à grande échelle est la santonine, remède contre les vers intestinaux mais aussi confiserie : le goût trop amer du médicament est neutralisé par une couche extérieure à la saveur de noisette.

### Les laboratoires Pfizer-Clin (France)
Une société Pfizer-Clin existe en France dans les années 1950 et 1960.
Leur usine de Créteil (actuel Val-de-Marne) sert de décor en 1958 pour l'usine Plastac du film de Jacques Tati, Mon oncle. En 1959, Pfizer-Clin fait la promotion d'un produit de soin des ongles avec un court-métrage Mon ongle, qui reprend la musique du film de Tati. Ce court-métrage est présenté lors des entretiens de Bichat en 1959.
Cette société est aussi éditrice d'ouvrages scientifiques.

#### Le Viagra (années 1990)
Dans les années 1990, Pfizer fait fortune avec l'invention du Viagra.

#### Rachat de Warner-Lambert (2000)
En 2000, Pfizer devient le numéro 2 mondial en rachetant pour 87 milliards US$ le conglomérat américain Warner-Lambert, qui lui apporte les médicaments Lipitor/Tahor, Sudafed et Listerine, les rasoirs Wilkinson Sword, la nourriture pour poissons Tetra ou les pastilles Vichy.
Cependant, Pfizer ne tarde pas à se débarrasser des produits hors pharmacie : en 2002, Tetra est cédé à Triton Fund puis en 2003, Wilkinson Sword est revendu au groupe américain Energizer et Vichy à Cadbury.

### XXIesiècle
En 2002, Pfizer acquiert Pharmacia.
En 2004, dans le cadre de la fusion Sanofi-Synthélabo et Aventis, la Commission européenne a contraint cette dernière à céder à Pfizer l'un de ses médicaments vedette, le Campto.
Le 26 juin 2006, Pfizer annonce la vente d'une partie de ses produits aux laboratoires Johnson & Johnson pour la somme de 16,6 milliards de dollars, comprenant entre autres les produits tels que Nicorette et Sudafed. Depuis août 2006 jusqu'au 31 décembre 2018, son PDG était Jeff Kindler (en). Depuis le 1er janvier 2019, le directeur général en est Albert Bourla.
Le 22 janvier 2007, son PDG rend public un plan de suppression de 10 000 emplois, soit environ 10 % des effectifs du groupe, devant être terminé à la fin 2008. Il s'agit de regrouper aux États-Unis les centres de recherche et de production, et de repenser son organisation à l'international afin de dégager deux milliards de dollars d'économies par an. Le groupe souhaite réduire le nombre de ses usines de 93 en 2007 à 48 fin 2008. Il s'agit, selon les analystes du Prudential Equity Group, d'anticiper les pertes de revenus liés aux brevets sur les produits phares (Lipitor et Viagra, entre autres), lesquels surviendront entre 2010 et 2012 à la suite de l'expiration des brevets associés. Son ex-CEO, Henry McKinnel, à la retraite depuis février 2007, est le deuxième patron le mieux payé des États-Unis selon l’AFL-CIO, avec 180 millions de dollars de revenus versés par Pfizer.
Le 25 janvier 2009, Wyeth a officiellement accepté d'être acquise par Pfizer pour un montant de 68 milliards de dollars. Pfizer paiera la transaction à l'aide de titres, d'emprunts et d'encaisse,. Pfizer a également annoncé la diminution d'environ 10 % de ses effectifs et la fermeture de cinq usines sur un total de 46. Le 2 août 2009, Pfizer et sa filiale Pharmacia & Upjohn Company ont accepté de verser une amende de 2,3 milliards de dollars pour mettre fin aux différentes plaintes portant sur ses pratiques commerciales et publicitaires. Elle a proposé des usages et des dosages pour l'anti-inflammatoire Bextra (Valdecoxib) qui n'avaient pas été validés par la FDA. Elle a aussi versé des montants à des médecins pour qu'ils fassent la promotion du Zyvox (pour le traitement des infections bactériennes), du Geodon (ziprasidone (en)) (pour le traitement des troubles bipolaires et de la schizophrénie) et du Lyrica (troubles nerveux).
Pfizer avait une filiale, Pfizer santé animale, dédiée aux produits vétérinaires. Elle est rebaptisée « Zoetis ». En juin 2013, Pfizer annonce être totalement sorti du capital de Zoetis, qui, de ce fait, devient une société indépendante de son ancienne maison mère.
À la fin avril 2014, Pfizer annonce son souhait d'acquérir AstraZeneca pour 58,8 milliards de livres, soit près de 100 milliards de dollars, dont 30 % en liquidité et 70 % en action Pfizer. Pfizer, par cette acquisition, souhaite acquérir les recherches en cours d'AstraZeneca, il souhaite également déménager son siège fiscal au Royaume-Uni, alors que de nombreuses autres entreprises pharmaceutiques américaines ont déplacé leur siège en Irlande ou en Suisse. Cependant, à la suite du refus de la direction d'AstraZeneca d'accepter son offre d'achat, qui a été relevée entre-temps à 70 milliards de livres, soit environ 117 milliards de dollars, le 26 mai 2014, Pfizer annonce l'abandon de cette acquisition. En juillet 2014, Pfizer acquiert 2 vaccins (NeisVac-C et FSME-IMMUN) à Baxter pour 635 millions de dollars.
Le 5 février 2015, Pfizer annonce le rachat d'Hospira, valorisé à 17 milliards de dollars, pour 90 dollars par action,. En octobre 2015, Pfizer est en négociation pour acquérir Allergan, dans une opération qui devait être la plus importante de l'année et la plus importante de l'histoire de l'industrie pharmaceutique. Une raison principale de cette volonté d'acquisition est toujours de déplacer le siège fiscal de Pfizer en dehors des États-Unis. De plus, Pfizer souhaiterait également scinder les activités du nouvel ensemble après cette fusion, pour rendre les activités du groupe plus homogènes. En novembre 2015, l'offre d'acquisition est officiellement lancée, elle valorise Allergan à 160 milliards de dollars, même si techniquement l'opération consiste au rachat de Pfizer par Allergan, ceci dans un but de permettre le changement de domiciliation fiscale en Irlande, via la technique d'inversion fiscale. Le nouvel ensemble prendra le nom de Pfizer et son directeur sera celui de Pfizer Ian Read. Une large partie de l'opération se fait en échange d'actions, seuls 6 à 12 milliards de dollars de la transaction seront réalisés en liquidités. Mais en avril 2016, le Trésor américain émet des nouvelles normes pour limiter les inversions, nouvelles normes qui ne permettent plus la redomiciliation de Pfizer, à la suite de cela l'opération avec Allergan est annulée par Pfizer.
En mai 2016, Pfizer annonce l'acquisition d'Anacor, spécialisée dans le traitement de l'eczéma via des gels, pour 5,2 milliards de dollars. En août 2016, Pfizer annonce l'acquisition de Bamboo Therapeutics, entreprise spécialisée en thérapie génique, pour 645 millions de dollars. Le même mois, Pfizer annonce l'acquisition de Medivation, entreprise américaine de biotechnologie spécialisée dans le cancer, pour 14 milliards de dollars. En août 2016, AstraZeneca annonce avoir trouvé un accord avec Pfizer pour lui vendre une partie de ses activités dans les antibiotiques en dehors des États-Unis pour une valeur d'environ 1,5 milliard de dollars,. Le 22 août 2016, Pfizer rachète Medivation, une start-up américaine spécialisée dans les traitements anti-cancéreux.
En octobre 2016, Pfizer annonce la vente de ses activités de perfusions, activité liée à son rachat d'Hospira, à ICU Medical, pour 1 milliard de dollars dont 600 millions en liquidités et 400 millions en actions. En décembre 2018, GSK annonce son intention de fusionner ses activités de santé sans ordonnance avec ceux de Pfizer, créant une nouvelle entité, Haleon, détenue à 68 % par GSK. Au travers de cette opération, GSK annonce également son intention de scinder ses activités de santé sans ordonnance.
En juin 2019, Pfizer annonce l'acquisition d'Array Biopharma (en), société pharmaceutique américaine, pour un montant de 11,4 milliards de dollars. En juillet 2019, Pfizer annonce la fusion de ses activités génériques avec Mylan, créant un nouvel ensemble ayant 20 milliards de chiffres d'affaires et détenu à 57 % par les actionnaires de Pfizer,.
En novembre 2020 le groupe Pfizer annonce avec BioNTech avoir trouvé un vaccin (le Tozinaméran) contre la COVID-19 efficace à 95 %.
En août 2021, Pfizer annonce l'acquisition de Trillium, entreprise canadienne spécialisée dans les cancers du sang, pour 2,26 milliards de dollars (1,93 milliard d'euros), dans laquelle Pfizer avait déjà investi 25 millions de dollars l'année précédente,. En décembre 2021, Pfizer annonce l'acquisition pour 6,7 milliards de dollars d'Arena Pharmaceuticals (en), spécialisée dans un traitement contre les troubles digestifs comme la maladie de Crohn. En mai 2022, Pfizer annonce l'acquisition de Biohaven, spécialisée dans les migraines, pour 11,6 milliards de dollars. En août 2022, Pfizer annonce l'acquisition de Global Blood Therapeutics, spécialisée contre la drépanocytose, pour 5,4 milliards de dollars. En mars 2023, Pfizer annonce l'acquisition pour 43 milliards de dollars de Seagen, spécialisée dans les traitements anti-cancéreux de type conjugué anticorps-médicaments développés selon une technologie ,,.

## Covid-19

### Vaccin
Le 9 novembre 2020, Pfizer annonce que le candidat vaccin contre la Covid-19 qu'il prépare en partenariat avec la société de biotech allemande BioNTech est efficace à 90 %. En effet, le géant pharmaceutique américain assure que ces résultats préliminaires sont issus de son étude de phase III réalisée sur 43 500 participants dont seulement 94 cas de Covid-19 ont été enregistrés. Les laboratoires prévoient de demander une autorisation d'urgence pour utiliser le vaccin d'ici à la fin du mois.
Ce vaccin utilise une approche expérimentale consistant à injecter une partie du code génétique du virus pour activer le système immunitaire.
Cette nouvelle provoque un emballement des bourses mondiales, faisant s'envoler le titre BioNTech de 25 % à la Bourse de Francfort et l'action de Pfizer à plus de 7 % à New York. Le jour de l'annonce, le PDG de Pfizer, Albert Bourla, vend pour 5,6 millions de dollars d'actions, et la vice-présidente, Sally Susman, en vend pour 1,8 million de dollars.
Plus tôt mercredi, l'allemand BioNTech et l'américain Pfizer ont révisé à la hausse, à 95 %, l'efficacité de leur vaccin, équivalent à leur concurrent Moderna Therapeutics, après une première annonce le lundi 9 novembre sur un taux de 90 %.
En France le groupe de sous-traitance pharmaceutique Delpharm annonce, mercredi 18 novembre, qu'il produira une partie des vaccins de BioNTech et Pfizer contre la Covid-19. La production devrait débuter en avril 2021 dans l'usine normande. Le laboratoire produira plusieurs dizaines de millions de doses.
Le groupe pharmaceutique américain Pfizer et son partenaire allemand demandent, le vendredi 20 novembre, à la FDA d'autoriser la mise sur le marché en urgence de leur vaccin. L'Agence américaine des médicaments pourrait trancher à ce sujet dès la première quinzaine du mois de décembre. En cas de décision favorable, ce serait à la Commission européenne de choisir si elle autorise ou non la commercialisation du vaccin sur son sol. En effet, si le vaccin est approuvé, il pourra être déployé dès le lendemain.
Le vaccin contre la Covid-19 conçu par les laboratoires BioNTech et Pfizer doit être conservé à une température de −80 °C, ce qui représente une difficulté majeure pour le transporter. Pour faciliter son acheminement, le binôme a fait savoir qu'il planchait sur une nouvelle version de sérum, cette fois-ci sous forme de poudre.
Les laboratoires allemand BioNTech et américain Pfizer déposent, mardi 1er décembre, une demande d'autorisation de leur vaccin contre le coronavirus auprès de l'EMA (Agence européenne du médicament), deux semaines après en avoir déposé une à la FDA (Agence américaine des médicaments).
Si la mise sur le marché est autorisée, les premières doses devraient arriver d'ici à la fin de l'année.
Cependant, les autorités sanitaires britanniques ont déconseillé, le mercredi 9 décembre, ce vaccin en cas d'importantes allergies, quelques cas graves (six aux États-Unis, deux au Royaume-Uni) ont été rapportés ces dernières semaines.
Le 27 décembre 2020, la campagne de vaccination avec le vaccin Pfizer, commence en France dans les EHPAD.
Le 29 décembre 2020, la vaccination commence en Belgique.
Le 28 juillet, Pfizer annonce qu'il écoulera en 2021 « pour 33,5 milliards de dollars de vaccins contre le Covid-19 » « grâce à des commandes portant sur 2,1 milliards de doses à travers le monde ». Ainsi, selon The Guardian, dans son accord de 1 milliard de dollars (700 millions de livres sterling) avec Pfizer Export BV, signé en mars, le gouvernement brésilien a accepté qu'« une décharge de responsabilité soit signée pour tout effet secondaire possible du vaccin, exonérant Pfizer de toute responsabilité civile pour les effets secondaires graves résultant de l'utilisation du vaccin, indéfiniment ».
En septembre 2021, Pfizer annonce les premiers résultats positifs de son vaccin contre le Covid pour les 5-11 ans. En 2024, leur vaccin combiné grippe et covid repart en développement faute de résultat suffisant contre la grippe B.
Le vaccin Abrysvo pour les nourrissons contre le virus respiratoire syncytial qui provoque la bronchiolite est approuvé en juillet 2023 par l'Agence européenne des médicaments.

### Traitement
Le 23 mars 2021, Pfizer annonce avoir lancé des essais cliniques pour un traitement antiviral contre la Covid-19, dont le principe actif est un inhibiteur de protéase et qu'il nomme Paxlovid (PF-07321332 / ritonavir).
En janvier 2022, Pfizer annonce lancer la production du paxlovid par la société lyonnaise Novasep dans ses laboratoires de Mourenx (France). L'investissement sera 520 millions d’euros dans les cinq prochaines années.

## Affaires judiciaires
Entre 1995 et 2009, 40 cas d'inconduite ont été portés devant les tribunaux. Un total de 6,171 milliards de dollars d'amendes a été acquitté. Six cas présumés d'inconduite sont en cours d'examen. Cet aspect a été soulevé par le Parlement Européen lors du choix des fabricants de vaccins contre le Covid-19, mais n'a pas été retenu comme critère de sélection.

### Affaire du virus synthétique
En 2009, trois employés de Pfizer sont contaminés par un virus créé par les laboratoires de la société. La société reconnaît les faits, mais Becky McClain, une des employés contaminés, développe des symptômes plus graves que ses collègues. Elle se révolte et critique ouvertement les méthodes de Pfizer. Licenciée en 2005, Becky McClain porte plainte en accusant son ancien employeur de n'avoir pas mis en œuvre les mesures de sécurité nécessaires pour protéger ses employés et de l'avoir licenciée abusivement. Un procès s'est ouvert en mars 2010. La société affirme que le virus contracté par Becky McClain ne peut pas être celui développé par ses laboratoires, mais refuse également de communiquer le génome du virus synthétique aux autorités.

### Affaire du Trovan au Nigéria
En mai 2007, le gouvernement nigérian porte plainte contre le groupe Pfizer, l'accusant d'avoir provoqué en 1996, la mort de onze enfants lors de tests de médicaments contre la méningite (trovafloxacine) sur les 200 enfants du test. D'autres enfants auraient été handicapés en développant des symptômes plus ou moins graves (surdité, paralysie, lésions cérébrales, etc.). Le groupe a, quant à lui, répondu que les tests avaient été pratiqués avec l'accord du gouvernement nigérian et que les décès n'étaient pas liés à l'absorption de Trovan (nom de marque déposée de la trovafloxacine),. Le roman de John le Carré La Constance du jardinier et le film The Constant Gardener sont inspirés de cette affaire. Selon des informations divulguées par Wikileaks, Pfizer aurait engagé des détectives pour surveiller le procureur fédéral responsable du procès des essais cliniques du Trovan. En 1997, les États-Unis avaient approuvé l'utilisation de la trovafloxacine pour les adultes, mais pas pour des enfants. La Food and Drug Administration aux États-Unis avertit que le médicament peut causer des dommages au foie, puis il est retiré.

### Épilepsie au Royaume-Uni
En 2016, Pfizer est condamné à une amende de £89 millions de livres pour avoir en 2012, augmenté le prix de ses médicaments contre l'épilepsie de 2600 %,,.
Cette condamnation est toutefois annulée en appel, en 2018.

### Publicités mensongères
En 2009, Pfizer accepte de verser une amende record de 2,3 milliards de dollars US aux autorités américaines. La société est accusée d'avoir fait la promotion abusive de plusieurs médicaments : le Geodon, le Lyrica et le Zyvox, dont un interdit par la FDA : le Bextra, un médicament contre l'arthrite retiré du marché en 2005 pour des raisons de santé publique, dont de graves effets cardio-vasculaires.

### Condamnation en 2012
En 2012, Pfizer est condamné à une amende de 60 millions de dollars pour la corruption de médecins et de représentants de gouvernement, afin d’y accroître ses affaires et ses ventes, pendant la décennie se terminant en 2006,,,. La condamnation porte sur des pots-de-vin en Chine, République tchèque, Italie, Serbie, Bulgarie, Croatie, Kazakhstan et Russie.

### Liens avec l'affaire Cahuzac
Le 5 septembre 2016, Jérôme Cahuzac affirme, lors de l'ouverture de son procès, que le compte illégal qu'il avait ouvert en Suisse avait été alimenté (il parle de deux versements effectués en 1993) par des fonds venus des laboratoires Pfizer. Selon lui, cet argent a servi au financement d'activités politiques au profit de Michel Rocard.
Ces deux versements venant de Pfizer, dont il se serait dans un premier temps agi de rémunérations pour un conseil sur un prix de médicament, se décomposent en un versement de 817 500 francs le 4 janvier 1993 et un autre de 504 000 francs le 7 mai 1993. Ils auraient été déposés sur un compte ouvert par Philippe Péninque à la banque genevoise UBS.

### Corruption en Chine
En 2015, Pfizer est visé par une enquête pour corruption en Chine,,. La firme est condamnée à une amende de 15 570 dollars et à la confiscation de 468 000 dollars. En 2020, une nouvelle enquête est ouverte pour des faits similaires par la Securities and Exchange Commission,,.

### Vaccin contre le Covid

#### Contrats en question
Le Bureau of Investigative Journalism accuse en 2021, le laboratoire Pfizer d’avoir manié « l’intimidation » et le « harcèlement de haut niveau » dans ses négociations avec des pays d’Amérique latine. Pfizer aurait exigé de l'Argentine et du Brésil, en contrepartie de la livraison de vaccins, qu’ils mettent en gage des actifs souverains, dont des bases militaires et des réserves de leurs banques centrales, en garantie de potentiels frais juridiques futurs. Le laboratoire souhaite se dégager de toute responsabilité en cas d’effets nocifs du vaccin même en cas de négligence, de fraude ou de malveillance et faire payer aux États l'indemnisation des éventuelles victimes.

#### Utilisation de fonds publics
En avril 2021, l'ONG Oxfam accuse les grands laboratoires pharmaceutiques dont Pfizer d'avoir « reçu des milliards de dollars de financement public et des précommandes garanties, dont 12 milliards de dollars du seul gouvernement américain » et « mis à profit de nombreuses années de recherche et de développement financées par des fonds publics ».

#### Refus de s'expliquer au Parlement européen
Le PDG de Pfizer, Albert Bourla, est convié par le Parlement européen, en octobre 2022, pour répondre, comme les autres laboratoires, aux questions des députés et "donner des explications sur les accords passés avec la Commission européenne pour fournir des vaccins aux pays de l’UE", mais il annule "sa venue au dernier moment, sans donner d’explications", remplacé par Janine Small, présidente des marchés internationaux développés chez Pfizer.
Après ce premier refus, il "refuse de se présenter devant la Commission Covid pour la deuxième fois" sur l'affaire des SMS entre M.Bourla et Mme Von der Leyen, et "pour répondre aux interrogations, nombreuses, des eurodéputés concernant les contrats d’achat des vaccins Pfizer contre la Covid-19".